# فريدريك إف. فارس
فريدريك إف. فارس (بالإنجليزية: Frederick F. Faris) هو مهندس معماري أمريكي، ولد في 1870 في ساينت كليرسفيل في الولايات المتحدة، وتوفي في 1927.